# Comp Air Jet
Comp Air Jet — це американський восьмимісний цивільний багатофункціональний літак із низьким крилом, герметичною триколісною ходовою частиною та турбовентиляторним двигуном, що продається Comp Air для аматорського будівництва.

## Дизайн і розробка
У 2002 році співвласники компанії Aerocomp, яка тепер відома як Comp Air, Стів Янг і Рон Люк оголосили про проект Comp Air Jet. Реактивний літак побудований із «фірмового гібридного сендвіча з вуглецевого волокна» та оснащений українським двигуном Івченко АІ-25. Заплановані альтернативні двигуни включали Pratt & Whitney JT12-8 або CJ610 або прогнозовані майбутні двигуни Williams International або Agilis.
10 липня 2004 Comp Air Jet вперше здійснив політ з аеропорту острова Мерітт де літак  досяг швидкості157 вуз (291 км/год). Літак приземлився через 37 хвилин.
11 січня 2005 року Aerocomp відправив прототип назад в аеропорт Мерітт-Айленд для подальших розробок після більш ніж 30 годин льотних випробувань в регіональному аеропорту Спейс-Коуст, Тітусвілл, Флорида.

## Технічні характеристики (Comp Air Jet)
- Екіпаж: один
- Місткість: сім пасажирів
- Довжина: 10.67 м
- Розмах крил: 13.41 м
- Площа крила: 27.6 м2
- Силова установка: 1 ×  AI-25, 3,500кс (2,600кВ)
- Крейсерська швидкість: 650 км/год
- Швидкість звалювання: км/год
- Дальність: 2,660 км/год
- Швидкопідйомність: 10 м/с

## Зовнішні посилання
- Офіційний сайт